# シルヴィア・プラス
シルヴィア・プラス（Sylvia Plath; [plæθ]、1932年10月27日 – 1963年2月11日）は、アメリカ合衆国の詩人、小説家、短編作家。ボストン生まれ。
詩作や小説で評判を得る前はスミス大学とケンブリッジ大学ニューナム校で学んだ。プラスは1956年に詩人仲間のテッド・ヒューズと結婚する。二人の婚姻関係は1962年9月まで続いた。二人は当初アメリカに、後にイギリスに、二人の子供、フリーダとニコラスと共に住んだ。プラスは成人してからの人生の大半をうつ病と共に過ごし、1963年に自殺した。
プラスは生前に英米語圏で公刊された2冊の詩集 The Colossus and Other Poems と Ariel により最もよく知られる。また、死の直前に公刊された『ベル・ジャー』は半自伝的小説である。プラスは文学史の上では告白詩というジャンルを開拓した詩人として評価されている。没後の1982年には The Collected Poems に対してピューリッツァー賞 詩部門が追贈された。

## 生涯

### 1932年 - 1950年
プラスは1932年10月27日、ボストンのジャメイカ・プレインで生まれた。母のオーレリア・ショーバー・プラス (1906–1994)はオーストリア移民二世、父のオットー・プラス(1885–1940)はドイツのグラボウ生まれの昆虫学者である。父はボストン大学で生物学を教え、マルハナバチに関する著作もある。
1935年4月27日に弟のウォーレンが生まれ、一家は1936年にマサチューセッツ州ジャメイカ・プレインのプリンス通り24番地から、同州ウィンスロップのジョンソン大通り92番地へ引っ越した。ウィンスロップは母オーレリアが育った町で、実家があった。プラスの母方の祖父母、ショーバー一家が住んでいた区画はポイント・シャーリーといい、プラスの詩の中でもその地名への言及がある。ウィンスロップに住んでいた8歳のころに、プラスは『ボストン・ヘラルド』紙の児童部門に詩を投稿、初めて公刊された。このときから数年間、プラスは地元の雑誌や新聞に幾つもの詩を投稿した。11歳のとき、プラスは日記を付け始めた。書くことに加えて、1947年には彼女の描いた絵に対して The Scholastic Art & Writing Awards から賞が贈られ、プラスは芸術家としての有望性を早くから示していた。
父オットーは、糖尿病を放置していたせいで片足を切断せざるを得なくなり、その傷の合併症により、シルヴィアが満8歳の誕生日を迎えて10日ばかり経った日の1940年11月5日に亡くなった。オットーは非常に親しい友人を肺癌で失ったすぐ後に病を得た。彼は友人の症状と自分の症状を比較して、自分も肺癌に違いないと思い込み、進行して重篤になるまで糖尿病の治療を受けなかった。プラスは、父の死は一種の自殺であり、自分は意図的に見捨てられたのだと感じた。彼女はユニテリアン派キリスト教徒として育てられていたが、父の死の後、一時的に信仰を保てなくなった。宗教に対する信頼と反発という相反する思いは生涯続いた。父のなきがらはウィンスロップ墓地に葬られた。プラスはのちに父の眠る墓を訪れ、そのときの閃きを元に Electra on Azalea Path という詩を書いている。彼女はその後の精神的な苦しみを、父の死が原因と説明する傾向があり、成人後の作品にも、この出来事の影響が見られる。
夫を亡くしたオーレリアは、1942年に子供たちと両親を連れてマサチューセッツ州ウェルズリーのエルムウッド通り26番地に引っ越した。プラスは遺作となった散文の小品の中で、自分が8歳になるまでの年月を「美しいけど触れられない、ぼんやりしていて。まるでボトルシップみたいだ。真っ白な空飛ぶ神話だ。」と語った。プラスは地元ウェルズリーのブラッドフォード高校に進学、1950年に卒業した。高校を卒業した直後、作品が『クリスチャン・サイエンス・モニター』に掲載された。全国規模のメディアへの初めての作品掲載だった。

### 1950年 - 1956年

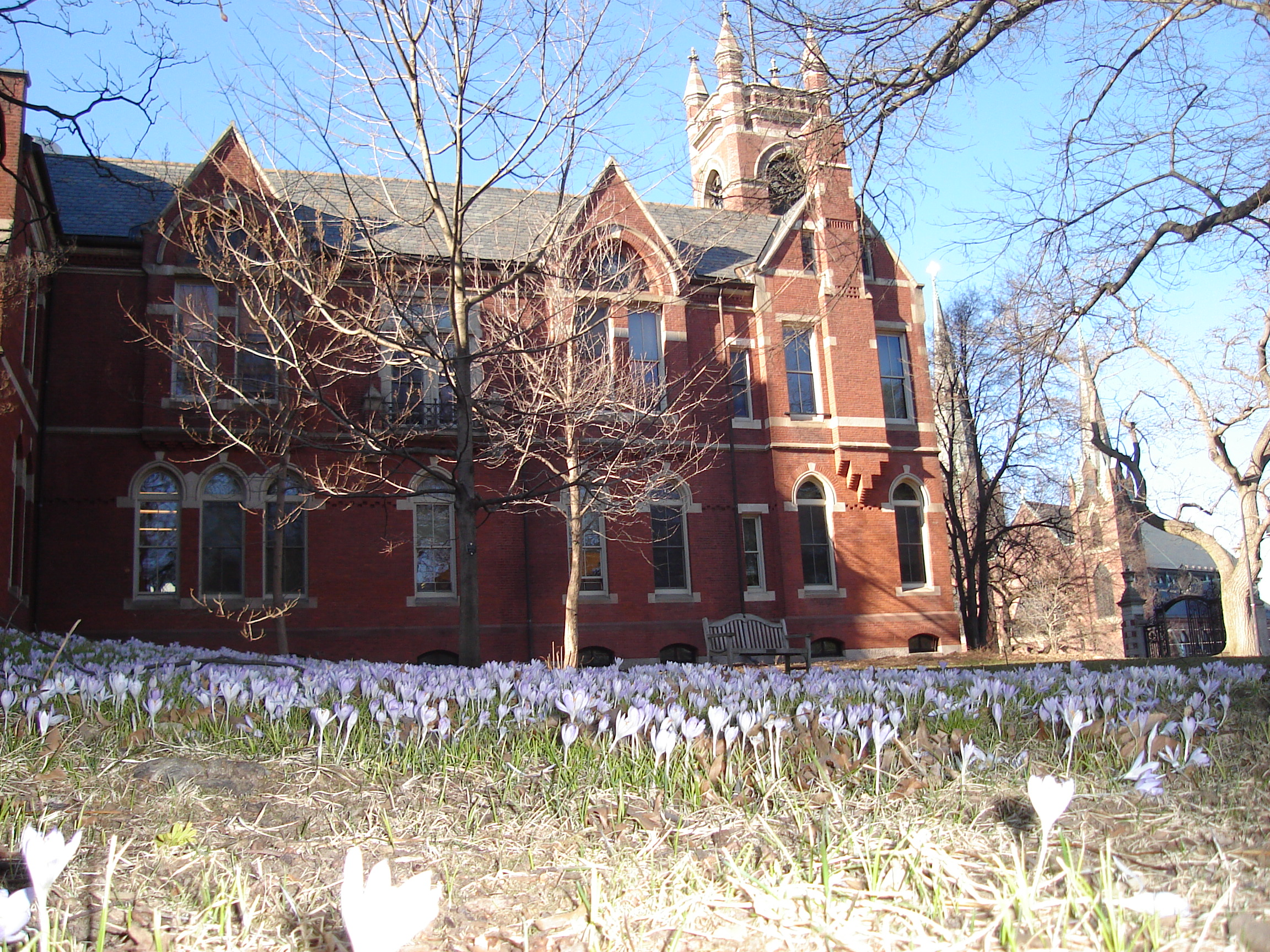
マサチューセッツ州ノーサンプトンにあるスミス大学

1950年、プラスはスミス大学に進学、成績は優秀だった。「世界は熟したスイカみたいに私の足元にパックリ開いている」と母に手紙を書いた。校内新聞の The Smith Review を編集し、大学3年目の夏休みには皆が憧れる雑誌『マドモアゼル』のゲスト編集者の地位を射止めた。そのため、その年の夏休みは丸ひと月、ニューヨークに滞在した。ところが『マドモワゼル』でのインターンは当初思い描いていたものとは異なる体験であった。そしてこれが悪循環の始まりだった。プラスは編集者がウェールズの詩人ディラン・トマスとの打合せの場に同席させてくれなかったことに激怒した。ディラン・トマスはプラスのお気に入りの詩人であった。ボーイフレンドの一人には「死んでもいいくらい好き」と言ったこともある。彼女はトマスに会えることを期待して、丸二日間、チェルシーホテルとホワイト・ホース・タヴァーンの前をうろうろした。しかし、トマスは既に帰った後だった。数週間後、プラスは自分が自殺をする勇気があるかどうか確かめるために、自分の両足をナイフでざっくり切った。この大学3年の夏にはプラスの身に多くの出来事が起き、後に彼女はこのときに経験したエピソードを小説『ベル・ジャー』の中で用いている。この夏にはハーヴァード大学の作家養成講座にも応募したが、入学を許可されなかった。また、うつ病治療のため電気けいれん療法を受けたが、その後の1953年の8月下旬、実家の床下で母の睡眠薬を過剰摂取し、自殺を試みた。この事件はカルテに初めて記録が残る自殺未遂となった。

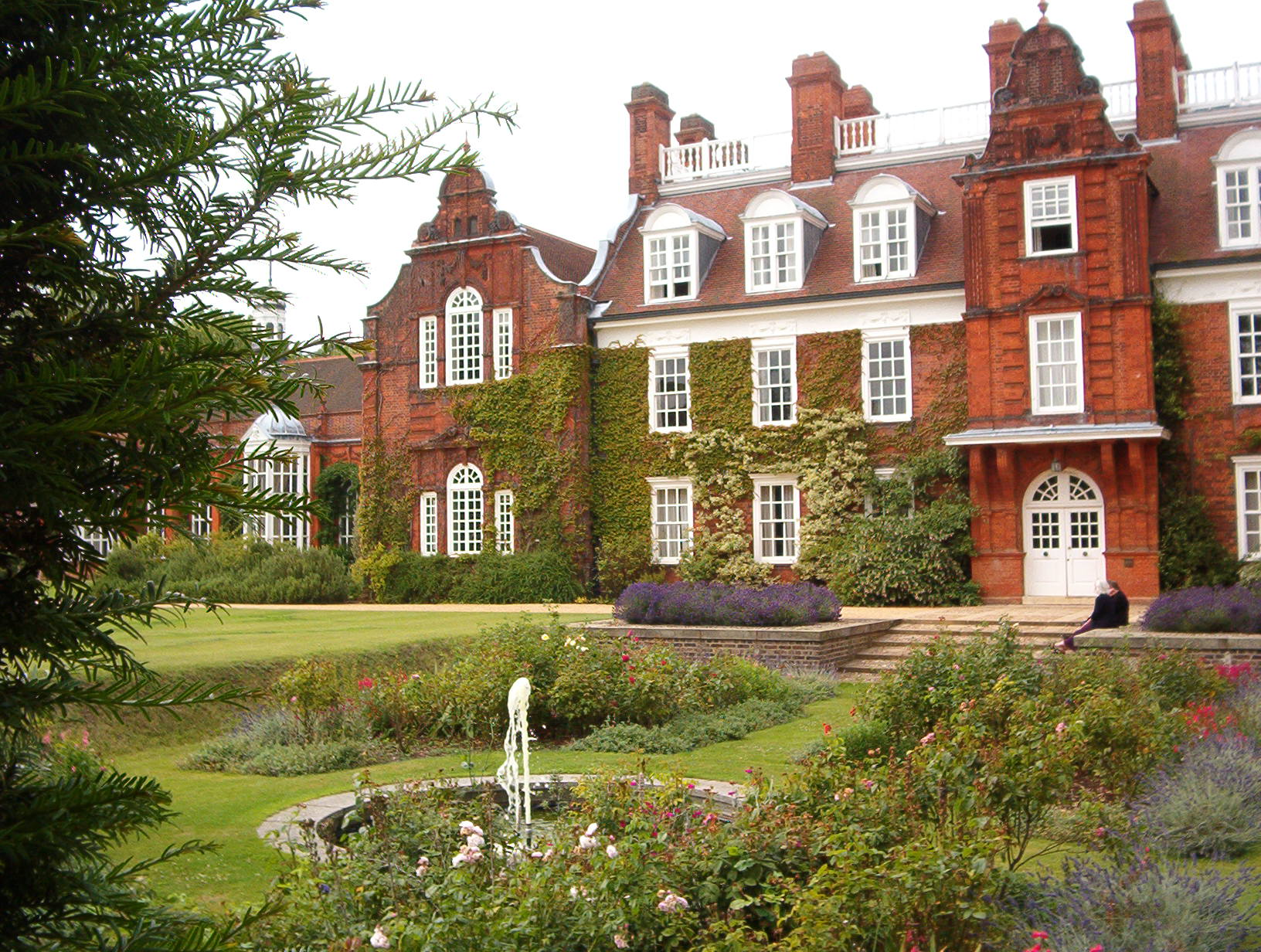
ケンブリッジ大学ニューナム校のシジウィック・ホール

プラスは3日間誰にも見つからずに床下で眠り続け、生き延びた。プラスはのちにこの事件のことを次のように回想した。
blissfully succumbed to the whirling blackness that I honestly believed was eternal oblivion.—Sylvia Plath
（私は）この上なく幸せなことに、旋回する暗闇に負けたのだ。あの暗闇はきっと永遠の忘却だったのだ。—Sylvia Plath
その後の6ヶ月間、彼女は精神科に入院し、ルース・ボイシャー医師（Dr. Ruth Beuscher）の下でさらに何回か、電気けいれん療法やインスリン・ショック療法を受けた。マクレイン病院の入院費用とスミス大学へ通うための学費は、作家のオリーヴ・ヒギンズ・プローティが支払ってくれた。プルーティはかつて自分自身の精神崩壊の危機からうまく立ち直った経験があり、偶然知り合った「将来有望な作家の卵」に経済援助したのであった。プラスは良好な回復を見せ、大学に復帰した。1955年1月に卒業論文を提出、6月に非常に優秀な成績でスミス大学を卒業した。卒業論文の題名は「魔法の鏡：ドストエフスキーの2つの小説における二重人格の登場人物の研究」であった。
プラスはイングランドのケンブリッジ大学が運営する3つの女子校のうちの一つ、ニューナム校で研究するための奨学金をフルブライト・プログラムから得た。ニューナム校では活発に詩作を続け、学内報『ヴァーシティ』に継続的に作品を発表した。ニューナム校における指導教官はドロシーア・クルックであり、プラスはクルックのことを尊敬していた。プラスはニューナム校1年目の冬休みと春休みにヨーロッパを旅行して回った。

### 1956年 - 1961年

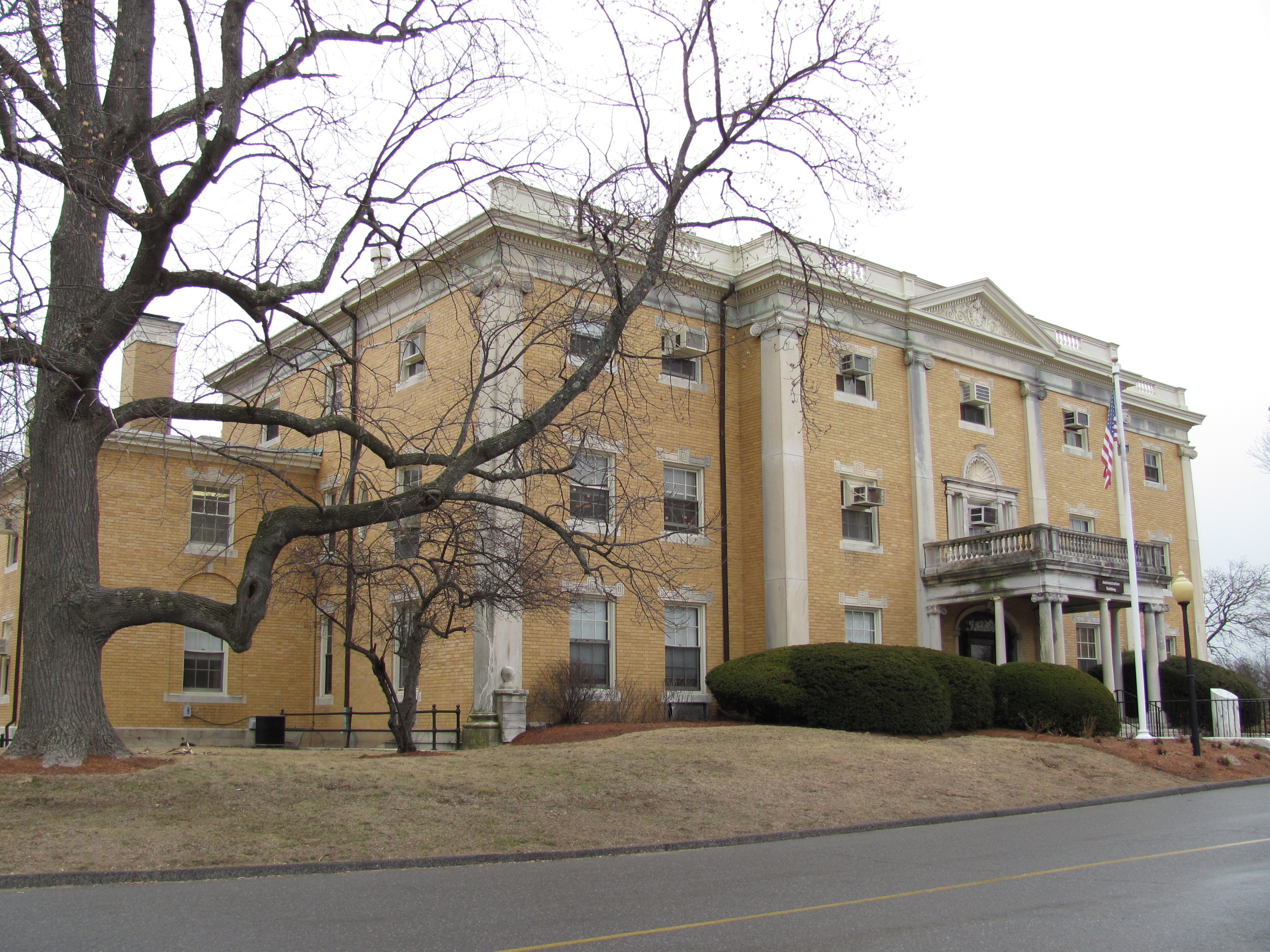
マクレイン病院での入院体験は小説『ベル・ジャー』執筆に生かされる。

シルヴィア・プラスが詩人のテッド・ヒューズに初めて出会ったのは、1956年2月25日、ケンブリッジ大学で催されたあるパーティの席上であった。1961年にBBCがプラスに行ったインタビューで、彼女はヒューズとの出会いを次のように語る。
I happened to be at Cambridge. I was sent there by the [US] government on a government grant. And I'd read some of Ted's poems in this magazine and I was very impressed and I wanted to meet him. I went to this little celebration and that's actually where we met... Then we saw a great deal of each other. Ted came back to Cambridge and suddenly we found ourselves getting married a few months later... We kept writing poems to each other. Then it just grew out of that, I guess, a feeling that we both were writing so much and having such a fine time doing it, we decided that this should keep on.—Sylvia Plath、
わたし、たまたまケンブリッジにいた。政府から奨学金もらって、そこに送られてきたのだ。それでテッドの詩をこの雑誌で読んで、とても感動して、彼に会ってみたいと思った。それでこのちょっとしたパーティに出かけたのだった。本当に会ったのは、あのパーティがはじめてだったけど、お互いに今までに何度も会ったことがある人のように相手のことを知ることができた。それからテッドがケンブリッジに戻ってきて、数ヶ月経って気づいたらわたしたちはいきなり結婚してたのだ。お互いずっと、詩を贈りあっていたら、二人ともどんどん書いているし、とても楽しいことをしているという気分が盛り上がって。それで、わたしたちはこれをずっと続けようと決めた。—Sylvia Plath、
プラスはヒューズのことを「神の落とすイカヅチのような声を持った」、「シンガー、ストーリーテラー、ライオン、世界放浪者」と形容した。
Nights, I squat in the cornucopia

Of your left ear, out of the wind,

Counting the red stars and those of plum-color.

The sun rises under the pillar of your tongue.

My hours are married to shadow.

No longer do I listen for the scrape of a keel

On the blank stones of the landing.
二人は1956年6月16日、ロンドン中心部のホルボーンにある殉教者聖ゲオルギオス教会でプラスの母オーレリア臨席のもと、結婚した。ハネムーンはバレンシアのベニドルムで過ごした。同年10月、プラスはニューナム校に戻り、修士2年目の新学期を迎えた。この時期、プラスとヒューズは二人して占星術とウィジャボードを使った占いに熱中していた。1957年の初めに二人はアメリカに居を移し、同年9月からプラスは母校スミス大学で教え始めた。しかし、教える仕事と創作に向ける時間と体力を充分に保つことの両立が難しいことがわかり、1958年半ばにボストンに引っ越した。プラスはマサチューセッツ総合病院の精神科の受付係に職を得て、夕方には詩人ロバート・ロウエルの創作ゼミナールの講義を受講する生活を送った。このゼミには作家のアン・セクストンやジョージ・スターバックも出席しており、ロウエルとセクストンは二人とも、プラスが自分の体験したことに基づいて創作してみてはどうかとすすめた。プラスは赤裸々に自分の抑うつ体験についてロウエルと議論し、自殺未遂についてセクストンと語り合った。セクストンは女性の価値観から創作をする動機付けをプラスに与えた。プラスは自分がもっとまじめなテーマを扱う集中度の強い短編作家であるという自己認識を持ち始めた。また、プラスとヒューズの作品を高く評価し、また生涯の友となる詩人ウィリアム・スタンリー・マーウィンに初めて出会ったのもこのころであった。プラスはルース・ボイシャー医師のもとで働きながら、1958年12月に精神科の治療を再開した。

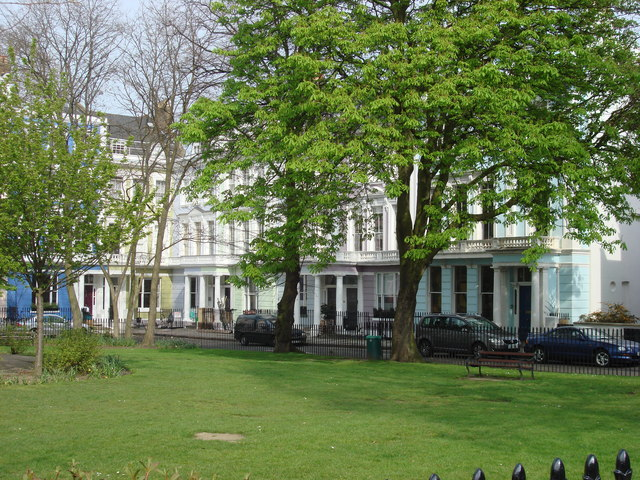
1959年からプラスとヒューズが住んだチャルコット・スクエアはロンドンのプリムローズ・ヒルの近くにある。

1959年後半、プラスとヒューズはカナダとアメリカを横断する北米旅行を楽しみ、ニューヨーク州サラトガ・スプリングズにある芸術家村ヤドウに滞在した。プラス自身が語ったところによると、「自分の普通でないところに真摯に向き合うこと」を学んだのはここヤドウでのことだったという: 520–521。しかしそれでも彼女は、きわめて個人的かつ私的な題材に基づく創作には不安があった: 520–521。1959年12月にプラスとヒューズはイングランドに戻ってロンドンに住むことにした。新居はリージェンツ・パーク地区のプリムローズ・ヒルにほど近いチャルコット・スクエア3番地である。1960年4月1日に二人の長女、フリーダが誕生し、10月には処女詩集 The Colossus を出版した。長女の出産後、プラスは第二子を妊娠するが、1961年2月に流産する。"Parliament Hill Fields" など、いくつかの詩にこの出来事が記されている。プラスが8月に半自伝的小説『ベル・ジャー』を完成させると、一家はその直後にデヴォンのノース・トウトン村に移住した。「コート・グリーン」と名づけた家で1962年1月、長男のニコラスが誕生した。1962年半ばごろヒューズは養蜂を始めた。そのことは後にプラスの多くの詩において主題となった。

### 1961年 - 1962年
1961年に、プラスとヒューズはチャルコット・スクエアのフラットをアーシャとデイヴィッドのウィーヴィル夫妻に貸した。ヒューズは美人のアーシャに一目惚れし、アーシャも同じくヒューズに一目惚れした。1962年6月、プラスは自動車事故を起こすが、彼女が後に説明したところによると、この事故は数多い自殺未遂の一つであった。1962年7月、プラスはヒューズがアーシャ・ウィーヴィルと関係を持っていたことに気づき、9月にプラスとヒューズは別れた。
1962年10月の上旬、プラスは大きな創作意欲の高まりを経験した。彼女が詩人としての評価を現在でも保ち得る結果をもたらした詩作品の多く、没後に出版された詩集『エアリエル』に収録されている少なくとも26編の詩が、この秋に集中的に書かれた。そしてこの数ヶ月間は、彼女の人生における最後の時間ともなった。1962年12月、プラスは二人の子どもを連れて独りでロンドンへ戻り、5年の期限付きでフラットを借りた。新しいフラットは、あのチャルコット・スクエアのフラットから道路を数本しか隔てていない、フィッツロイ・ロード23番地であった。この家にはかつてウィリアム・バトラー・イエイツが住んでいた。プラスはそのことが気に入って、幸運な運命のめぐり合わせだと思った。
1962-63年のイギリスの冬は数百年間の観測史上もっとも寒い冬の一つであった。配管が凍りつき、2歳の娘と9ヶ月の息子はしょっちゅう風邪を引いたが、家には電話がなかった。気分の落ち込みがまた襲ってきたが、彼女はともかくも新しい詩集の出版に向けた作業を終わらせた。1963年1月にプラスの唯一の小説『ベル・ジャー』がヴィクトリア・ルーカス（Victoria Lucas）の変名で刊行されたが、芳しい評判は得られなかった。

### 1963年1月 - 2月

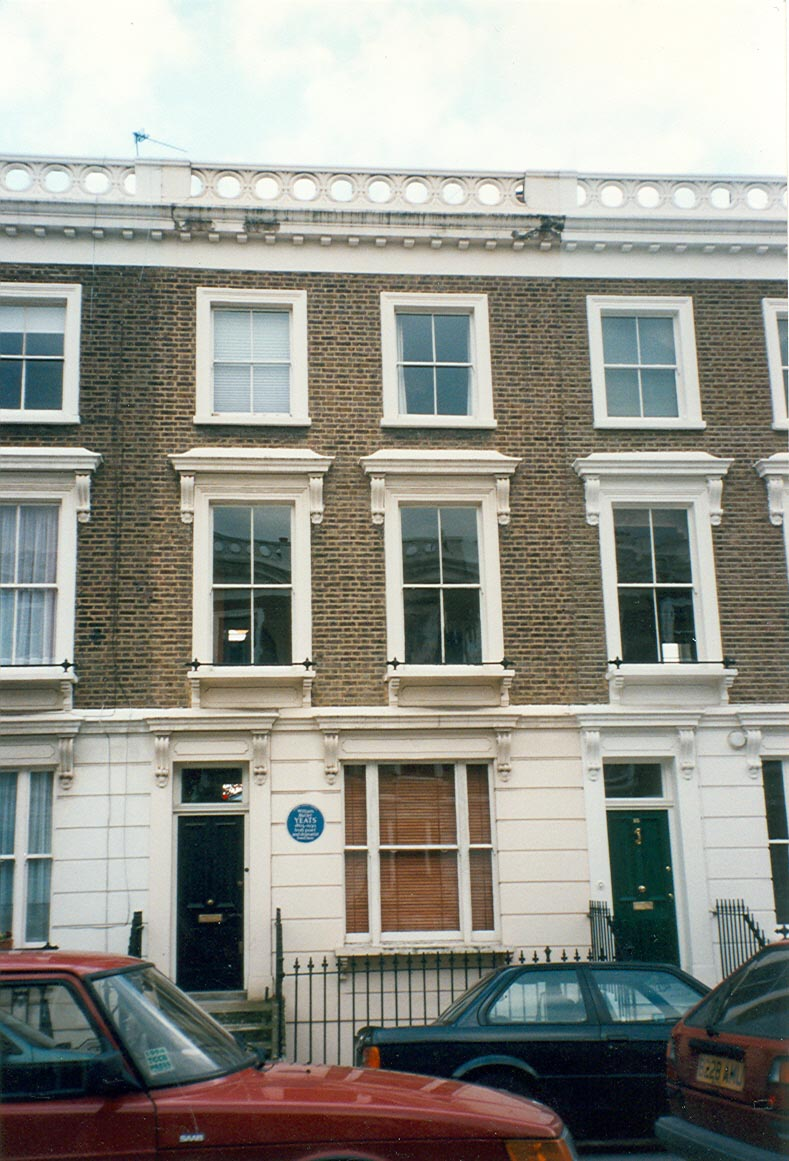
プラスの亡くなった場所、ロンドンのプリムローズ・ヒル近くにあるフィッツロイ・ロード23番地

亡くなる前にもプラスが何回か自殺未遂を繰り返していたことが知られている。1953年8月24日にプラスは母の家の地下室で睡眠薬をオーバードーズした。1962年6月には車で道を外れ川に突っ込んだ。警察による事故の取り調べで彼女は自殺未遂を認めている。
1963年1月にプラスはかかりつけ医のジョン・ホーダー (Dr John Horder) に相談をした。ホーダーは彼女のことをよく知る仲のいい友人でもあった。プラスは彼に、鬱状態が6、7ヶ月間続いていると語った。ホーダーの証言に基づくと、彼女が仕事を続けることのできた期間もほとんどの時間で気分の落ち込みが悪化し、「絶えざる焦燥感、希死念慮、日常生活に携わることができなくなるといった特徴」を伴う深刻な状態に陥っていた。また、プラスは不眠に悩み、夜に睡眠導入剤を服用したが早朝に目が覚めることもしばしばであった。また、体重も20ポンド（約7.4kg）減少したが、彼女は外見を取り繕い続け、鬱特有の罪悪感や無力感を言葉に出さなかった。
ホーダーはプラスが自殺する数日前に、抗鬱薬としてモノアミン酸化酵素阻害薬を処方している。また、彼女が幼い二人の子と孤立することは危険だと考え、彼女の家を毎日訪れていた。そのうえ、入院に同意させようと相当な努力を払っていたが、説得には失敗したため、とりあえず住み込みのナースを手配していた。なお、以上の証言に関して、抗鬱薬は効果が発揮されるまでに3週間かかる場合もあるので、ホーダーにより処方された薬は充分な効果が発揮されていなかった可能性があるという説がある。
1963年2月11日の朝、子どもの世話を補助するナースがプラスのフラットに午前9時に到着することになっていた。彼女は早めに到着したがフラットの中に入れなかったため、作業員の男性の手を借りて中に入ったところ、プラスがオーブンの中に頭を入れ、一酸化炭素中毒で死亡しているのを発見した。二人の子どもが寝ている部屋とプラスの遺体があった部屋との間の扉は、濡らしたタオルと布で目張りがされていた。プラスがオーブンの中に頭を差し入れてガスの元栓をひねったのは、早朝4:30ごろと推定された。死亡時満30歳であった。
プラスの自殺は意図的なものではなかったという説がある。階下の住人はプラスに自殺当日の朝、何時にお出かけですかと尋ねられていた。また、「ドクター・ホーダーに電話してください」と記された書付が、医師の電話番号と共に残されてもいた。プラスは本当に自殺するつもりではなかったとする説はこれらの点に留意して、階下の住人が書付を目にするであろう、ちょうどその時間にプラスはガスの栓をひねった、としている。しかしながら、プラスの親友であったジリアン・ベッカーは、プラスの伝記 Giving Up: The Last Days of Sylvia Plath において、「検死を行った警察官によると、プラスはガスオーブンの中に自分の頭を深く差し入れていて、本当に死ぬつもりだったのだろう」と書いている。ホーダー医師も彼女の自殺の意志は固かったと考える。同医師は「隅々まで準備が行き届いたキッチンを見れば、彼女が理性を欠いた衝動に突き動かされたとしか解釈できないだろう」と主張する。プラスは生前、絶望の感情を「わたしの心臓をわしづかみにする梟の爪」のようなものと言い表したことがある。プラスの友人で文芸批評家のアル・アルヴァリーズは、1971年に書いた自殺に関する本の中で、彼女の自殺は助けを求める叫びであったが、それには誰も決して答えることのできないものとなってしまったと述べた。

## 親子関係
プラスは父オットーの死は一種の自殺だと思い、父に見捨てられたと感じ、激しいショックを受けた。多くの批評家が、彼女の作品と人生の中心軸として、父と娘の神話を据えている。一方、プラス母娘は異常なまでに親密で、母オーレリアは娘を通して生き、プラスは母の思いに応え続け、母と自分の意志の区別すらつかなくなっていき、「どこで母が終わり、どこから自分が始まるかわからない」といった共生関係に陥った。この母娘の共生関係こそ、プラスの自己喪失の原因であると考える研究者もいる。

## 作品

### 詩作品
シルヴィア・プラスは8歳のときから詩を書いた。彼女の最初の詩は『ボストン・トラヴェラー』誌に掲載された。それからスミス大学に入学するまでの間に50編を越える短編を書いており、雑誌に掲載されたものもたっぷりあった。スミス大学では英語を専攻し、優秀なライティングで主要な賞を総取りして奨学金も得た。在学中の夏休みには雑誌『マドモワゼル』のゲスト編集者に抜擢された。卒業の年には Two Lovers and a Beachcomber by the Real Sea の詩でグレイスコック賞を受賞した。ケンブリッジ時代は学内報『ヴァーシティ』に投稿した。卒業後は、 Yale Series of Younger Poets Competition の詩人ランキングに何度も名が挙がり、Harper's Magazine や The Spectator、Times Literary Supplement といった印刷媒体に作品が掲載された。こうした1960年までの創作活動は、同年後半に処女詩集 The Colossus and other poems がハイネマン社から出版されるというかたちに結実した。The Colossus が英米語圏の大手の雑誌に載った作品ばかりを集めたものであり、『ザ・ニューヨーカー』誌が作品掲載の契約を結ぶほど、プラスは生前から著名ではあったが、プラスの文学的評価を不動のものとしたのが、没後の1965年に出版された詩集『エアリエル』である。
1971年には『エアリエル』の元になった手書きの遺稿から抽出された未発表の詩9編を含む二分冊の詩集『冬の木立』（Winter Trees）と『川を渡る』（Crossing the Water）がイギリスで出版された。プラスの詩人仲間であったピーター・ポーターは『ニュー・ステイツマン』誌上で次のように書いた。
Crossing the Water is full of perfectly realised works. Its most striking impression is of a front-rank artist in the process of discovering her true power. Such is Plath's control that the book possesses a singularity and certainty which should make it as celebrated as The Colossus or Ariel.—Peter Porter、
『川を渡る』は完璧な作品集だ。プラスの真の実力を発見していく中で、この作品集から受ける強い印象は第一級の芸術家から受ける印象と同じものとなった。『コロッサス』や『エアリエル』と同等の評価を受けるべき途方もなさや確からしさといったものは、本書の隅々に行き渡るプラスの目配りにこそある。—ピーター・ポーター
1981年にはテッド・ヒューズが序文を書き、編集した『シルヴィア・プラス詩集』（Collected Poems）が出版された。これには1956年からなくなるまでに書かれた詩が集められている。こうしてプラスは没後にその詩作への評価が定まり、ピューリッツアー賞が追贈された。そのほかには、ヴァージニア・コモンウェルス大学の院生により2006年に発見された、スミス大学に入りたてのころに書いた「アンニュイ」という題名のソネットなどがある。
And I

Am the arrow,

The dew that flies

Suicidal, at one with the drive

Into the red

Eye, the cauldron of morning.
『コロッサス』は発表当時、イギリスで非常に好評を博した。そこでは、プラスの詩の語り口や抑揚が斬新で強い個性があり、アメリカ風であることに対して特に好意的な言葉が寄せられた。ピーター・ディキンスンは『パンチ』誌において、この詩集が「正真正銘の掘り出し物」であり「読んでいて爽快な気分になる」「清潔感がありわかりやすい詩句」で満ちていると評した。T・S・エリオットの専門家バーナード・バーゴンジは『マンチェスター・ガーディアン』誌において、この詩集が「並外れた技巧が駆使されている」ため「完成度が極めて高い」と評した。また、作品を公開してその価値を世に問うという観点から見ると、プラスは『コロッサス』の出版をもって詩歌の愛好家たちの世界に始めて姿を現した。1962年にはアメリカ合衆国でも出版されることとなったが、あまり熱のこもった批評は得られなかった。しかし、作品の評価が高まるに連れ、他の詩人の亜流ではないとみなされるようになった。後の世代の批評においては、奔放な想像力のほとばしりや凝縮性に富むプラスの後期作品と比較して、『コロッサス』のころの作品は、いくぶん若く、まじめで、過渡的な性格を持っていると解説されてもいる。
プラスの名前を急速に有名にしたのは、1965年の『エアリエル』の出版であった。出版直後から批評家たちはこの詩集に詩人のいやます絶望や死を願う心の軌跡を読み取ろうとし、この詩集をそのようなものとして理解した。彼女の悲劇的な死はたしかに彼女を最も有名にし、その現状は今でも変わっていないが、そのような理解は彼女の一面を捉えているにすぎない。雑誌『タイム』と『ライフ』は両方とも、ロバート・ロウエルが序文を書いた薄い詩集『エアリエル』をプラスが亡くなった直後に取り上げている。『タイム』のレビュワーは次のように語った。

Within a week of her death, intellectual London was hunched over copies of a strange and terrible poem she had written during her last sick slide toward suicide. 'Daddy' was its title; its subject was her morbid love-hatred of her father; its style was as brutal as a truncheon. What is more, 'Daddy' was merely the first jet of flame from a literary dragon who in the last months of her life breathed a burning river of bile across the literary landscape. [...] In her most ferocious poems, 'Daddy' and 'Lady Lazarus,' fear, hate, love, death and the poet's own identity become fused at black heat with the figure of her father, and through him, with the guilt of the German exterminators and the suffering of their Jewish victims. They are poems, as Robert Lowell says in his preface to Ariel, that 'play Russian roulette with six cartridges in the cylinder.'—Reviewer of Time、
フェミニズムの文脈において、プラスは「しおれた天才女性のシンボル」とみなされ、フェミニストの闘士たちはプラスの詩句が自分たちの経験を語っているかのように感じた。作家のオナー・ムーアは『エアリエル』が運動のはじまりを画期したと述べ、プラスは突然「活字となった女性」として現れ、確信に満ちた様子で、大胆不敵に語り始めたと表現した。ムーアは次のように語る。
When Sylvia Plath’s Ariel was published in the United States in 1966, American women noticed. Not only women who ordinarily read poems, but housewives and mothers whose ambitions had awakened [...] Here was a woman, superbly trained in her craft, whose final poems uncompromisingly charted female rage, ambivalence, and grief, in a voice with which many women identified.—オナー・ムーア、

### 作品のテーマ
シルヴィア・プラスの詩には、典型的に現れる言葉のモチーフ（月、血、病院、胎児、頭蓋骨など）がある。これらは初期の作品のころから見られるものであるが、彼女が憧れていたディラン・トマス、ウィリアム・バトラー・イェイツ、マリアン・ムーアといった詩人の模倣である場合がほとんどである。1959年後半、プラスとヒューズがニューヨーク州のヤドウの作家コロニーにいたときに彼女が書いた7節に分かれる詩 "Poem for a Birthday" には、テオドール・レートケの “Lost Son” のシーケンスの残照が感じ取れるが、そのテーマは彼女がはたちの時に経験したトラウマのような自己崩壊と自殺未遂を扱っており、プラスに独自の主題となっている。1960年以後の作品は死の影もしくは父親の影がちらつく、閉塞的で超現実的な景観を呈する作風へと移行した。詩集『コロッサス』は死と贖いと再生の主題で一貫している。ヒューズがプラスの許から去った後の2ヶ月足らずの間にプラスが生み出した40編の詩には、怒り、絶望、愛、復讐が主題として書かれている。この短期間に集中して書かれた40編こそ、プラスが死後に獲得した名声のもととなった。
プラスは生涯を通して自然景観を題材にした詩を書いた。これら景観詩は「見落とされがちであるが、充実し重要な分野である」と言われる。プラスの景観詩のうち最もすぐれた作品がヨークシャー・ムーアを題材にしたいくつかであるとされる。彼女は1961年9月に「嵐が丘」とタイトルの詩を書いている。題名こそエミリー・ブロンテの有名な小説から借りているが、内容と様式はプラスがペナイン山脈を目の前にして感得した独自の思いを歌っている。
詩集『エアリエル』に収められた詩は初期作品と一線を画し、より個人的な葛藤の詩的言語化の世界へと入り込んでいる。プラスは生前のインタビューで、ロバート・ロウエルが1959年に書いた詩集 Life Studies に強い影響を受けたとして引用しており、ロウエルの詩作品が『エアリエル』における作風の変化に何らかの役割を果たした可能性がある。プラス自死後の1966年に出版された『エアリエル』のインパクトは劇的であった。『エアリエル』には「チューリップ」「パパ」「レイディ・ラザルス」といった作品において、精神的に悪化した状態を暗鬱かつ自伝的に描写する作品が含まれており、プラスの作品群が「告白詩」のジャンルに属するという見解がよく見られる。また、それらはロウエルやスノウドグラスといった同時代の詩人とよく比較される。シルヴィア・プラスの親友であったアル・アルヴァリーズは、彼女について非常に多くのことを書いているが、特に後期の作品については次のように語る。
Plath's case is complicated by the fact that, in her mature work, she deliberately used the details of her everyday life as raw material for her art. A casual visitor or unexpected telephone call, a cut, a bruise, a kitchen bowl, a candlestick—everything became usable, charged with meaning, transformed. Her poems are full of references and images that seem impenetrable at this distance, but which could mostly be explained in footnotes by a scholar with full access to the details of her life.—Al Alvarez、
プラスの後期作品の多くが、「家庭内の超現実」と呼ばれるものを題材にする。プラスは日常生活の諸要素を扱うが、そのイメージは捩じ曲げられ、ほとんど悪夢じみたものとなる。
プラスの友人で、告白詩ムーヴメントにおける同志でもあったアン・セクストンは次のように語る。
Sylvia and I would talk at length about our first suicide, in detail and in depth—between the free potato chips. Suicide is, after all, the opposite of the poem. Sylvia and I often talked opposites. We talked death with burned-up intensity, both of us drawn to it like moths to an electric lightbulb, sucking on it. She told the story of her first suicide in sweet and loving detail, and her description in The Bell Jar is just that same story.—Anne Sexton、
しかしながら、プラス作品を内面告白の詩としてだけ捉える解釈は、プラス作品のいくつかの側面を等閑視し、感傷主義者によるメロドラマとして捉える作品観を引き出す。例えば2010年には精神科医のシオドア・デイルリンプルが、シルヴィア・プラスは「自己悲劇化と自己憐憫の守護聖人」であり続けてきたと述べた。また、トレイシー・ブレイン（Tracy Brain）のような批評家は、プラスの作品の受け取り方として彼女の人生に起きた出来事と作品とをいちいち対応づける読みの危険性について述べた。
Love set you going like a fat gold watch.

The midwife slapped your footsoles, and your bald cry

Took its place among the elements.

### 日記と手紙
プラスの書いた手紙が1975年に出版された。収録した手紙の選別と編集は母のオーレリア・プラスが行った。書簡集 Letters Home: Correspondence 1950–1963 の出版は、アメリカにおける『ベル・ジャー』の出版が巻き起こした大きな反響に応えるという意味合いが一部に込められていた。シルヴィア・プラスは11歳のときから日記を付け始め、自殺するその日までずっと続けていた。1950年のスミス大学1年生のときから始まる日記集が、1982年に The Journals of Sylvia Plath として出版された。この日記集はテッド・ヒューズが助言的編集を行った上でフランシス・マカルー（Frances McCullough）が編集した。同年1982年にスミス大学がプラスの日記の残りを取得したが、ヒューズはその内の2日分の日記を、プラスの没後50周年の日に当たる2013年2月11日まで封印した。
ヒューズは晩年にプラスの日記をできるだけ完全な形で出版する作業を始め、亡くなる少し前の1998年に上述の2日分の日記の封印を解き、プラスの二人の子ども、フリーダとニコラスに受け継がせた。子どもたちはその作業をカレン・キューキル（Karen V. Kukil）に託した。キューキルは1999年12月に編集を終え、2000年にアンカーブックス社から The Unabridged Journals of Sylvia Plath として出版した。こうして、マカルー編集の1982年版と比較して1.5倍を超える一次資料が新たに公開された。アメリカの作家ジョイス・キャロル・オーツはこの出版を「文学におけるすばらしいできごと」と歓迎したが、ヒューズは日記の取り扱いに関して厳しい批判に曝されることになった。ヒューズはプラスの日記の最後の一冊を燃やしたと述べており、それには1962年の冬から彼女の自死の日に至るまでの日記が含まれていた。1982年版の序文において、ヒューズは次のように書いている。
I destroyed [the last of her journals] because I did not want her children to have to read it (in those days I regarded forgetfulness as an essential part of survival).—Ted Hughes、

### 『ベル・ジャー』
『ベル・ジャー』は半自伝的な小説である。イギリスでは1963年に出版されたが、プラスの母親が封印を望んだ経緯もあって、アメリカでは遅れて1971年に出版された。プラスは母への手紙の中で本書の編集について次のように書いている。
What I've done is to throw together events from my own life, fictionalising to add colour – it's a pot boiler really, but I think it will show how isolated a person feels when he is suffering a breakdown.... I've tried to picture my world and the people in it as seen through the distorting lens of a bell jar.—シルヴィア・プラス、Plath Biographical Note 294–5.
プラスは『ベル・ジャー』が「わたしが過去から自分を解き放つために、書かなくてはならなかった自伝的習作」（"an autobiographical apprentice work which I had to write in order to free myself from the past".）であると述べた（Plath Biographical Note 293）。プラスは大学3年生のときにイエール大学の4年に在籍していたディック・ノートンという名前の学生とデートした。ノートンは『ベル・ジャー』の中ではバディー（Buddy）という登場人物のモデルとなった人物であり、結核をわずらい、ニューヨーク州のサラナック湖畔にあるサナトリウムで療養した。プラスはノートンを見舞いにサナトリウムを訪れたとき、ついでにスキーを楽しんだが、足の骨を折ってしまった。この事故の経験は『ベル・ジャー』の中の一エピソードとして生かされた。

### 『ダブル・エクスポージャー』
「ダブル・エクスポージャー」は3作品目の小説であるが未完に終わった。ヒューズによると、プラスは「タイプ書きで130ページ前後になる小説」を遺稿として残しており、彼女はそれを「ダブル・エクスポージャー」という題名にするつもりだったという。ところが、その原稿は1970年ごろにどこかに行ってなくなってしまったという。『ベル・ジャー』が出版されたのちの1963年、プラスは「ダブル・エクスポージャー」（Double Exposure）という題名の文学作品の製作に取り掛かったことがわかっている。ところが原稿が1970年ごろに姿を消し、本作は一度も出版・公開されていない。英文学研究者のFerretter 2012 によると、原稿は破棄されたか盗まれたか、ともかくも失われたが、スミス大学のアーカイブにコピーが封印された状態で眠っているはずであるという。

## 墓標とヒューズ論争

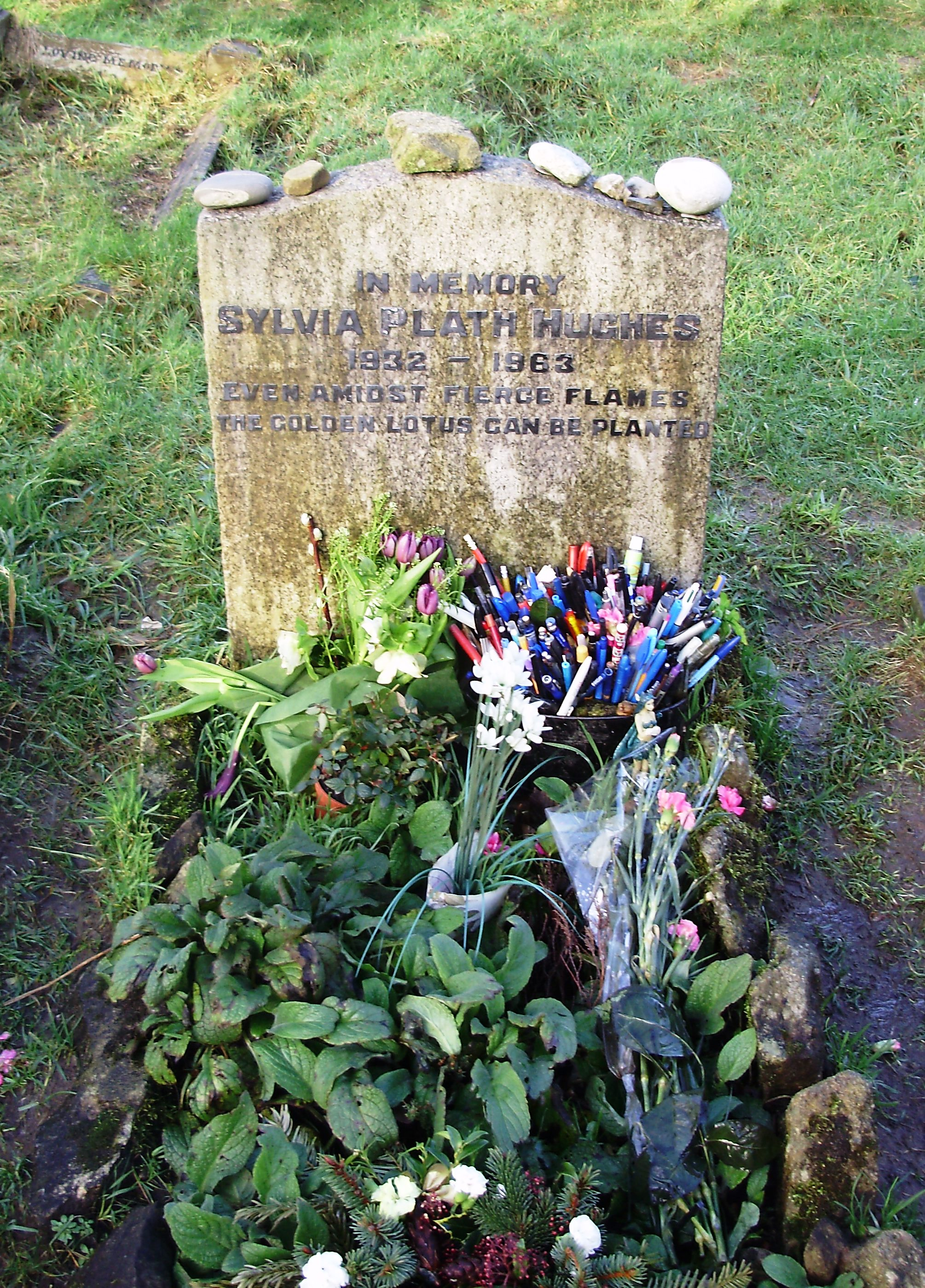
ウェスト・ヨークシャー、ヘプトンズトールにある教会の墓地に、シルヴィア・プラスが眠る墓がある。

プラスが亡くなった翌日には取調べが行われ、自殺と判断された。ヒューズは6ヶ月間離れて暮らしていたので困惑し、驚いていた。スミス大学のころからプラスを知っている彼女の友人にヒューズが宛てた手紙には「あれで僕の人生は終わりました。あれ以来、僕は死人のように暮らしています」と綴られている。プラスはウェスト・ヨークシャー郡ヘプトンズトールの教区教会、使徒聖トマス教会の庭に埋葬された。「荒れ狂う炎の只中でさえも金の蓮華は根を張り得る」という墓石の碑銘はヒューズが彼女のために選んだものである。出典は Kirk (2004) によるとヒンドゥー教の聖典『バガヴァッド・ギーター』にあるとされるが、イギリスの東洋学者アーサー・ウェイリーが1942年に呉承恩の『西遊記』から抄訳した Monkey にある一節かもしれない。
墓石には SYLVIA PLATH HUGHES の文字が記されており、ヒューズのファミリーネームが入っていることに憤慨する者たちもいる。墓石から HUGHES の文字を剥ぎ取ろうとする事件が今までに繰り返し起きている。ヒューズのパートナーとなったアーシャが1969年に、ヒューズとの間にできた娘シューラ4歳を道連れにして自殺すると、その試みはいっそう激しくなった。ヒューズは文字が剥ぎ取られるたびに傷ついた墓石を取り替えた。修復中のため墓標がまったくない状態に置かれることが一再ならずあったが、限度を超えて怒るプラスの哀悼者の中には、雑誌などでこのことをあげつらって、墓石を取り除くなんてプラスに失礼ではないかとヒューズを糾弾する者もいた。また、アーシャ・ウィーヴィルが自殺したことをきっかけとして、ヒューズがプラスだけでなくアーシャに対しても虐待的な言動をしていたのではないかと疑う声も上がった。1970年にはラディカル・フェミニストのロビン・モーガンが、ヒューズの罪を咎める内容の詩「罪状認否」（"Arraignment"）を書き、ヒューズがプラスを殴打し、死に追いやったと責め立てた。その他に、プラスの名においてヒューズを殺すと脅したラディカル・フェミニストもいた。プラスの詩の中には、語り手がその夫の暴力性を非難する「看守」と題された詩がある。詩「看守」はモーガンが第二波フェミニズムのさなかの1970年に編集し出版したアンソロジー『シスターフッド・イズ・パワフル』の一編に選ばれた。
ヒューズが広く非難を受け続けていた1989年、『ガーディアン』誌と『インデペンデント』誌の読者投稿欄を戦場にして、論争が持ち上がった。きっかけは1989年4月20日、『ガーディアン』にヒューズが書いた記事「シルヴィア・プラスが安息を得て眠るべき場所」（"The Place Where Sylvia Plath Should Rest in Peace"）だった。ヒューズはプラス幻想の行き過ぎにより言論の自由が奪われているとして、次のように書いた。
In the years soon after [Plath's] death, when scholars approached me, I tried to take their apparently serious concern for the truth about Sylvia Plath seriously. But I learned my lesson early. [...] If I tried too hard to tell them exactly how something happened, in the hope of correcting some fantasy, I was quite likely to be accused of trying to suppress Free Speech. In general, my refusal to have anything to do with the Plath Fantasia has been regarded as an attempt to suppress Free Speech [...] The Fantasia about Sylvia Plath is more needed than the facts. Where that leaves respect for the truth of her life (and of mine), or for her memory, or for the literary tradition, I do not know.—Ted Hughes、
2009年3月16日、プラスとヒューズの間に生まれた息子、ニコラス・ヒューズがアラスカ州フェアバンクスの自宅で、鬱病と苦闘した末に首を吊って亡くなった。
And here you come, with a cup of tea

Wreathed in steam.

The blood jet is poetry,

There is no stopping it.

You hand me two children, two roses.
プラスが亡くなった時点において、ヒューズとプラスは法的な婚姻関係にあったため、ヒューズはプラスの資産を相続した。その中には彼女の作品すべても含まれている。ヒューズはプラスの日記の最後の一冊を、「子どもたちが読まなければならなくなることを望まない」と言って燃やしてしまった。この行為はこれまでに何度も非難されている。ヒューズは未完の小説「ダブル・エクスポージャー」の原稿を紛失したことや、日記の一部を2013年まで封印しようとしたことでも非難された。ヒューズはプラスの遺産を自分の支配下に置こうとしたため糾弾を受けたが、プラスの詩作品によりもたらされた経済的利益については2人の子ども、フリーダとニコラスのために設けられた口座に振り込まれるようにしていた。
ヒューズは1998年に、プラスとの関係を題材にする88編の詩を集めた『バースデイ・レターズ』（Birthday Letters）を出版した。本詩集の出版は彼のセンセーションを巻き起こした。ヒューズはプラスとの結婚生活において経験したことや、その後の彼女の自殺について、この詩集の出版以前はほとんど語ってこなかった。本詩集はそれらをはじめて確かな言葉で明かしたものと受けとめられ、今でも考察や非難の対象であり続けている。『バースデイ・レターズ』はプラスの亡くなった1963年より後に書かれた詩を集めているが、中にはかなり長い時間が経ってからのものもある。プラスがなぜ自らの死を選んだのか、その理由を探す試みが本詩集のテーマである。本詩集は1998年のフォワード詩賞、T・S・エリオット賞、ウィットブレッド賞を連続して獲得した。また、刊行の際には知られていなかったことであるがヒューズは末期癌を患っており、同年に亡くなった。
2015年10月には BBC Two が Ted Hughes: Stronger Than Death と題したドキュメンタリを放送した。その中では、ヒューズの生涯と作品が検証され、プラスが自作の詩を朗読する録音音声もあった。また、二人の娘、フリーダがはじめて父と母について語った。

## インスパイア作品
没後40年にあたる2003年には女優のグウィネス・パルトロウがシルヴィア・プラスを演じ、彼女の半生を描いた映画『シルヴィア』が公開された。母親が亡くなった当時2歳であったフリーダ・ヒューズは、両親の人生をエンターテイメントに仕立て上げたことに対して怒った。「ピーナツをクチャクチャ噛みながら」家族の悲劇を眺めて満足したがる大衆を、フリーダは批判した。
フリーダは長じて画家となり、詩も書いている。2003年には「私の母」（"My Mother"）という題で、次のような詩句を含む詩を雑誌上で発表した。

Now they want to make a film

For anyone lacking the ability

To imagine the body, head in oven,

Orphaning children

 [...] they think

I should give them my mother's words

To fill the mouth of their monster,

Their Sylvia Suicide Doll 

## 著作一覧

### 詩集
- The Colossus and Other Poems (1960) William Heinemann
- Ariel (1965) Faber and Faber
- Three Women: A Monologue for Three Voices (1968) Turret Books
- Crossing the Water (1971) Faber and Faber
- Winter Trees (1971) Faber and Faber
- The Collected Poems (1981) Faber and Faber
- Selected Poems (1985) Faber and Faber

### 散文集と小説
- The Bell Jar: A novel (1963), under the pseudonym "Victoria Lucas"
- Letters Home: Correspondence 1950–1963 (1975)
- Johnny Panic and the Bible of Dreams: Short Stories, Prose, and Diary Excerpts (1977)
- The Journals of Sylvia Plath (1982)
- The Magic Mirror (published 1989), Plath's Smith College senior thesis
- The Unabridged Journals of Sylvia Plath, edited by Karen V. Kukil (2000)

### 子ども向けの本
- The Bed Book (1976), illustrated by Quentin Blake, Faber and Faber
- The It-Doesn't-Matter-Suit (1996) Faber and Faber
- Collected Children's Stories (UK, 2001) Faber and Faber
- Mrs. Cherry's Kitchen (2001) Faber and Faber

### 日本語訳書
- 『エアリアル』徳永暢三訳　構造社、1971
- 『自殺志願』田中融二訳　角川書店、1974
- 『シルヴィア・プラス詩集』皆見昭訳　鷹書房、1976
- 『鏡の中の錯乱：シルヴィア・プラス詩集』水田宗子訳　牧神社、1979年。
- 『ジョニー・パニックと夢の聖書：シルヴィア・プラス短編集』皆見昭・小塩トシ子訳　弓書房、1980
- 『鏡の中の錯乱：シルヴィア・プラス詩選 + シルヴィア・プラスー受難の女性詩人』水田宗子訳・著　静地社、1981
- 『シルヴィア・プラス詩集』徳永暢三編訳　小沢書店〈双書・20世紀の詩人〉、1993
- 『シルヴィア・プラス詩集』吉原幸子・皆見昭訳　思潮社、1995
  - 『シルヴィア・プラス詩集』吉原幸子・皆見昭訳（復刊）土曜社、2023年。ISBN 978-4-86763-007-5
- 『おやすみ、おやすみ』長田弘訳　みすず書房、2000　詩人が贈る絵本
- 『湖水を渡って：シルヴィア・プラス詩集』高田宣子・小久江晴子訳　思潮社、2001
- 『ベル・ジャー』青柳祐美子訳　河出書房新社、Modern&Classic、2004
- 『ベル・ジャー』小澤身和子訳　晶文社、2024
- 『メアリ・ヴェントゥーラと第九王国　シルヴィア・プラス短篇集』柴田元幸訳、集英社、2022